# Ryan Mackenzie
Ryan Edward Mackenzie, né le 3 août 1982 à Allentown, est un homme politique américain. Membre du Parti républicain, il est élu de Pennsylvanie à la Chambre des représentants des États-Unis depuis 2025.

## Biographie
Le 5 novembre 2024, il est élu à la Chambre des représentants des États-Unis pour le 7e district de Pennsylvanie en obtenant 50,5 % des voix face à la démocrate sortante Susan Wild.